# Bunaeopsis tanganyikae
Bunaeopsis tanganyikae är en fjärilsart som beskrevs av Arthur Schüssler 1933. Bunaeopsis tanganyikae ingår i släktet Bunaeopsis och familjen påfågelsspinnare. Inga underarter finns listade i Catalogue of Life.